# Stadtgericht Sohrau
Das Stadtgericht Sohrau war ein preußisches Land- und Stadtgericht mit Sitz in Sohrau.

## Geschichte
Mit der preußischen Städteordnung von 1808 verloren die Magistrate ihre Funktion als Eingangsgerichte und es wurden staatliche Stadtgerichte eingerichtet. Nach dem Ende der Befreiungskriege wurden die staatlichen Gerichte (Stadtgerichte und Justizämter) zu Land- und Stadtgerichten zusammengefasst. In Sohrau erfolgte das nicht, das bisherige Stadtgericht Sohrau blieb eigenständig. Zuständiges Oberlandesgericht war das Oberlandesgericht Ratibor.
Sein Sprengel umfasste die Stadt Sohrau mit 3355 Einwohnern (1837) sowie die zwei Dorfschaften Kipsczow und Sfrzeizkowitz mit 396 Einwohnern, zusammen also 4751 Gerichtseingesessene.
Am Gericht waren ein Land- und Stadtrichter, ein Subalterner und ein Unterbeamte beschäftigt. Es handelte sich um ein Gericht 2. Klasse, d. h. da das Gericht weniger als drei Richter hatte, konnten diese nicht als Spruchkörper gemeinsam Beschlüsse fassen.
Das Gericht hatte seinen Sitz im städtischen Rathaus.
1849 wurden einheitlich Kreisgerichte gebildet. In Sohrau entstand so die Gerichtskommission Sohrau des Kreisgerichts Rybnik.